# 真説フランケンシュタイン
『真説フランケンシュタイン』（しんせつフランケンシュタイン、原題：Frankenstein: The True Story）は、1973年のアメリカのテレビ映画である。テレビ放映時のタイトルは『真説フランケンシュタイン/北極に消えた怪奇人間!』。

## キャスト
※括弧内は日本語吹替
- ヴィクター・フランケンシュタイン - レナード・ホワイティング（前田昌明）
- アダム - マイケル・サラザン（富山敬）
- ジョン・ポリドリ博士 - ジェームズ・メイソン（穂積隆信）
- エリザベス・ファンショー - ニコラ・パジェット（鈴木弘子）
- ヘンリー・クラーヴァル博士 - デヴィッド・マッカラム（村瀬正彦）
- アガサ/プリマ - ジェーン・シーモア（岡本茉利）
- レイシー氏 - ラルフ・リチャードソン（大木民夫）
- ブレア夫人 - アグネス・ムーアヘッド（中村紀子子）
- 署長 - ジョン・ギールグッド
- 船長 - トム・ベイカー（加藤正之）

## スタッフ
- 監督 - ジャック・スマイト
- 音楽 - ギル・メレ
- 原作 - メアリー・シェリー
- 脚本 - クリストファー・イシャーウッド、ドン・バチャーディ
- 撮影 - アーサー・イベットソン
- 編集 - リチャード・マーデン